# Eduard Tangl
Eduard Joseph Tangl, auch Edward Józef Tangl (* 20. März 1848 in Lemberg, Galizien; † 9. Juli 1905 in Czernowitz) war ein österreichischer Botaniker, der als Entdecker sowohl der Plasmodesmata als auch der Leukoplasten angesehen wird. Sein botanisches Autorenkürzel lautet „Tangl“.

## Leben
Eduard Tangl war der Sohn des Wundarztes und Geburtshelfers Andreas Tangl und dessen Ehefrau Anna, geborene Frank. Er besuchte das K.K. Zweite Obergymnasium in Lemberg, studierte nach der Matura 1865 Botanik an der Universität Lemberg, promovierte 1870 zum Dr. phil., habilitierte sich 1871 mit seiner Arbeit „Beitrag zur Kenntniss der Perforationen an Pflanzengefässen“ für Anatomie und Physiologie der Pflanzen und lehrte in der Folge bis 1876 als Privatdozent Pflanzenanatomie an der Universität Lemberg. Daneben wirkte er in der Zeit von 1874 bis 1876 als Professor für Botanik und landwirtschaftliche Chemie an der Höheren Landwirtschaftsschule in Dublany.
1876 wurde Eduard Tangl zum außerordentlichen Professor für Botanik an die kurz zuvor am 4. Oktober 1875 neu gegründete Franz-Josephs-Universität in Czernowitz berufen, wo er am Aufbau eines Botanischen Instituts und ab 1877 an der Anlage des Botanischen Gartens der Universität arbeitete, dem er dann auch als Direktor vorstand. Im Jahr 1881 wurde er als ordentlicher Professor auf den Lehrstuhl für Botanik berufen. Während seiner Zeit an der Universität Czernowitz legte er ein reichhaltiges Herbarium der Bukowinaer Flora an und war darüber hinaus ab 1877 Mitglied der Prüfungskommission für das Lehramt an Gymnasien und Realschulen in Czernowitz.
Eduard Tangl veröffentlichte im Zeitraum von 1871 bis 1886 insgesamt 14 wissenschaftliche Arbeiten, deren Schwerpunkt jeweils vor allem im Bereich Pflanzenanatomie und Pflanzenmorphologie lag. Seine bedeutendste wissenschaftliche Leistung war dabei die Entdeckung von cytoplasmatischen Verbindungen zwischen benachbarten Pflanzenzellen, die Eduard Strasburger später im Jahr 1901 als Plasmodesmata benannte. Durch die von ihm 1874 in den Epidermiszellen des Gelb-Frauenschuhs (Cypripedium calceolus L.) beschriebenen eigentümlich geformten Plasmakörper gilt er weiterhin auch als Entdecker der Leukoplasten.
Er war 1881 Gründungsmitglied der Deutschen Botanischen Gesellschaft und wurde am 9. November 1885 unter der Präsidentschaft des Physikers Hermann Knoblauch unter der Matrikel-Nr. 2537 als Mitglied der Fachsektion Botanik in die Kaiserliche Leopoldinisch-Carolinische Deutsche Akademie der Naturforscher aufgenommen. Ab 1888 war er Mitglied der Zoologisch-Botanischen Gesellschaft in Wien.

## Schriften (Auswahl)
- Beitrag zur Kenntniss der Perforationen an Pflanzengefässen. In: Sitzungsberichte der Akademie der Wissenschaften mathematisch-naturwissenschaftliche Klasse, 63, 1871, S. 537–548 (Digitalisat)
- Über eigentümlich geformte Plasmakörper in den Epidermiszellen von Cypripedium calceolus L. und das mikrochemische Verhalten des Zellsaftes derselben Zellen. In: Lotos, 24, 1874, S. 133–137 (PDF)
- Über offene Communicationen zwischen den Zellen des Endosperms einiger Samen. In: Jahrbücher für wissenschaftliche Botanik, 12, 1879, S. 170–190; Separat-Abdruck, Bernstein, Berlin 1880  (Digitalisat)
- Zur Lehre von der Continuität des Protoplasmas im Pflanzengewebe. In: Sitzungsberichte der Akademie der Wissenschaften mathematisch-naturwissenschaftliche Klasse, 90, 1885, S. 10–38 (Digitalisat)
- Studien über das Endosperm einiger Gramineen. In: Sitzungsberichte der Akademie der Wissenschaften mathematisch-naturwissenschaftliche Klasse, 92, 1886, S. 72–109 (Digitalisat)